# Most wentylacyjny
Most wentylacyjny – szczelna konstrukcja górnicza w sieci wentylacyjnej stosowana głównie w pokładach zagrożonych tąpaniami, oraz przy zabezpieczeniu wyrobisk przed niebezpieczeństwem wybuchu metanu, zapobiegająca mieszaniu się prądów powietrza.